# Foggy Mountain Boys
Los Foggy Mountain Boys fueron un influyente grupo de bluegrass de los años 50 y 60., cuyos componentes más importantes fueron Lester Flatt y Earl Scruggs
Flatt y Scruggs se conocieron formando parte del grupo de Bill Monroe, los Blue Grass Boys en 1946. En 1948 ambos abandonaron a Monroe, y pocos meses después formaron su propio grupo, los Foggy Mountain Boys. Su característico sonido, en el que son ingredientes fundamentales el peculiar estilo de Scruggs de tocar el banjo y la voz desgarrada de Flatt, les hizo alcanzar un éxito considerable. En 1955 se convirtieron en miembros del Grand Ole Opry.
Scruggs, que siempre había manifestado interés por el bluegrass progresivo, buscó aproximarse a otros estilos musicales, tocando a dúo con el saxofonista King Curtis e incorporando al repertorio del grupo canciones interpretadas por Bob Dylan. Flatt, más apegado al purismo, rechazó estos cambios, y el grupo terminó por disolverse en 1969. Tanto Flatt como Scruggs continuaron sus carreras por separado: Lester Flatt fundó una nueva banda, los Nashville Grass, y Scruggs creó la Earl Scruggs Revue. Flatt murió en 1979, mientras que Scruggs lo hizo en 2012. Ambos ingresaron en el Country Music Hall of Fame en 1985. 

## Miembros
- Lester Flatt (guitarra)
- Earl Scruggs (banjo)
- Chubby Wise (violín)
- Cedric Rainwater (contrabajo)
- Paul Warren (violín)
- Curly Seckler (mandolina)
- Josh Graves (dobro)
- Everette Lilly (mandolina)

## Canciones destacadas
- Foggy Mountain Breakdown - pieza instrumental editada originalmente en 1949 y usada en varias secuencias de persecución automovilística de ambiente rural, en películas como Bonnie and Clyde. La canción ganó dos premios Grammy.
- The Ballad of Jed Clampett - Fue usada como sintonía de la serie de televisión Beverly Hillbillies. Alcanzó el #42 en las listas de éxitos cuando se emitió por primera vez la serie, en 1962.
- Martha White - jingle (usado en publicidad actualmente).

## Discografía
- Foggy Mountain Jamboree([Columbia, 1957)
- Country Music (Mercury, 1958)
- Lester Flatt and Earl Scruggs (Mercury, 1959)
- Songs of Glory (Columbia, 1960)
- Flatt and Scruggs with the Foggy Mountain Boys (Harmony, 1960)
- Foggy Mountain Banjo (Columbia, 1961)
- Songs of the Famous Carter Family (Columbia, 1961)
- Folk Songs of Our Land (Columbia, 1962)
- The Original Sound of Flatt and Scruggs (Mercury, 1963)
- The Ballad of Jed Clampett (Columbia, 1963)
- Flatt and Scruggs at Carnegie Hall (Columbia, 1963)
- Recorded Live at Vanderbilt University (Columbia, 1964)
- The Fabulous Sound of Flatt and Scruggs (Columbia, 1964)
- The Versatile Flatt and Scruggs (Columbia, 1965)
- Great Original Recordings (Harmony, 1965)
- Stars of the Grand Ol' Opry (Starday, 1966)
- Town and Country (Columbia, 1966)
- When the Saints Go Marching In (Columbia, 1966)
- Flatt and Scruggs' Greatest Hits (Columbia, 1966)
- Strictly Instrumental (Columbia, 1967)
- Hear the Whistle Blow (Columbia, 1967)
- Sacred Songs (Harmony, 1967)
- Changing Times (Columbia, 1968)
- The Story of Bonnie and Clyde (Columbia, 1968)
- Nashville Airplane (Columbia, 1968)
- Original Theme From Bonnie and Clyde (Mercury, 1968)
- The Original Foggy Mountain Breakdown (Mercury, 1968)
- Songs To Cherish (Harmony, 1968)
- Detroit City (Columbia, 1969)
- Final Fling (Columbia, 1970)
- Flatt and Scruggs (Columbia, 1970)
- Breaking Out (Columbia, 1970)

- Datos: Q1040688